# Katastrofa lotu Ethiopian Airlines 409
Katastrofa lotu Ethiopian Airlines 409 – katastrofa lotnicza z udziałem pasażerskiego samolotu Boeing 737-8AS, do której doszło 25 stycznia 2010 roku. Na pokładzie maszyny znajdowało się 90 osób – 82 pasażerów i 8 członków załogi. W wyniku katastrofy wszystkie osoby poniosły śmierć na miejscu.

## Samolot
Maszyna, która uległa katastrofie, to Boeing 737-8AS o numerze rejestracyjnym ET-ANB. Feralny samolot został wyprodukowany w 2002 roku, a jego pierwszym właścicielem były irlandzkie linie lotnicze Ryanair, wówczas Boeing posiadał numery rejestracyjne EI-CSW. We wrześniu 2009 roku Boeing został zakupiony przez linie Ethiopian Airlines.

## Przebieg lotu
25 stycznia 2010 roku Boeing 737-8AS odbywał lot ze stolicy Libanu – Bejrutu – do stolicy Etiopii – Addis Abeby. O godzinie 2:30 samolot wystartował  z lotniska Beirut Rafic Hariri International Airport. Zaraz po starcie, po osiągnięciu 8000 stóp (2500 m), załoga zgłosiła, że chce ominąć komórkę burzową. Był to ostatni kontakt maszyny z kontrolą lotów. Kilka minut później, o godzinie 2:35, Boeing rozbił się na wodach Morza Śródziemnego u wybrzeży Libanu, nieopodal wioski Naame.

## Reakcje władz
Prezydent Libanu Michel Sulaiman stwierdził, iż katastrofa Boeinga niemal na pewno nie była skutkiem zamachu terrorystycznego, a jej przyczyny wyjaśni śledztwo. Wyniki śledztwa wykluczyły zamach terrorystyczny, a prawdopodobną przyczyną katastrofy było skrajne zmęczenie obu pilotów.
25 stycznia został ogłoszony dniem żałoby narodowej w Libanie.

## Narodowości ofiar katastrofy
| Kraj            | Pasażerowie | Załoga | Razem |
| --------------- | ----------- | ------ | ----- |
| Liban           | 51          | 0      | 51    |
| Etiopia         | 23          | 8      | 31    |
| Wielka Brytania | 2           | 0      | 2     |
| Francja         | 1           | 0      | 1     |
| Irak            | 1           | 0      | 1     |
| Kanada          | 1           | 0      | 1     |
| Rosja           | 1           | 0      | 1     |
| Syria           | 1           | 0      | 1     |
| Turcja          | 1           | 0      | 1     |
| Razem:          | 82          | 8      | 90    |

- Źródło:[5]